# Matthew Hilton (designer)
Pour les articles homonymes, voir Matthew Hilton et Hilton.
Matthew Hilton, RDI, né le 31 janvier 1957 à Hastings dans le comté du Sussex de l'Est au sud-est de Londres, est un designer britannique de mobilier et de luminaires modernes,,. Son nom est complété par les lettres RDI depuis qu’il a été nommé Royal Designer for Industry en 2005 par la Royal Society of Arts dont seuls 200 designers peuvent être titulaires ce titre étant considérée comme "la plus prestigieuse distinction au Royaume-Uni dans le domaine du design". Il est plus connu pour être le créateur du "Fauteuil Balzac" ou pour son "creative handwriting",,,,,.

## Formation
Hilton a étudié au Portsmouth College of Art avant d’obtenir son diplôme de l’Université de Kingston en 1979. Il fut designer industriel et modéliste jusqu'en 1984. En 1991, il a conçu le «Fauteuil Balzac» pour SCP Limited, une entreprise fondée par Sheridan Coakley en 1985 et maintenant basé à Shoreditch dans Londres. Entre 2000 et 2004, Hilton était le directeur de la conception chez Habitat, la chaîne d'ameublement britannique créée par Terence Conran en 1964. Ses créations sont conservées et font partie des collections permanentes du Victoria and Albert Museum, du Museum of the Home et de la Manchester Art Gallery. En 2007, Hilton lance sa propre marque de mobilier et on studio de design 'Matthew Hilton Limited'. Ces dernières conceptions sont principalement réalisées sous licence pour la manufacture De La Espada basée au Portugal et à Londres, spécialisé dans la fabrication de pièces de haute qualité en bois. En 2013, Hilton a conçu une montre.

## Prix et réalisations
- Le magazine Haute Living (en) a décrit son travail comme "des lignes incroyablement élégantes et simples et un savoir-faire de maître"[16].
- En 2012, Hilton a reçu un doctorat honorifique de l'Université de Kingston pour ses contributions au design britannique[17].

### Exemples d'œuvres
- "Fauteuil Balzac".
- "Table lumineuse".
- "Meubles de jardin Eos"[18].
- "Table de salle à manger extensible Dulwich"[19].
- "Table de salle à manger extensible en croix"[20].
- "Chaise Colombo"[21]